# Список регионов Франции
Список регионов (фр. région) Франции — территориальных единиц верхнего уровня, представляющих собой определённую территорию, обладающую собственной культурной или социальной идентичностью.
Во многих регионах широко используются, а в некоторых имеют и официальный статус региональные языки: баскский, бретонский, каталанский, корсиканский, нормандский, окситанский, пикардский, провансальский.

## История образования
Возникшие с начала XX века регионалистские идеи получили оформление лишь при режиме Виши с созданием регионов на основе бывших французских провинций. Однако новая система управления не пережила падения режима и была отменена в 1945 году. Учрежденные в 1944 году генералом де Голлем административные регионы, которыми должны были управлять комиссары республики (фр. commissaire de la République), также были расформированы после его отставки в 1946 году.
Обустройство территории при Четвёртой республике привело к переосмыслению регионов. В 1955 году были введены «программы региональных мероприятий» (фр. programmes d'action régionale) с целью поощрения экономического и социального развития регионов.
К 1960 году в стране были образованы 27 регионов, 22 из которых находились в метрополии, а 5 — на заморских территориях. Остров Корсика формально является территориальной общностью, но фактически также образует отдельный регион.
В 2014 году Парламент Франции (Национальное собрание Франции и Сенат) утвердил закон (опубликован 16 января 2015 года), который сокращает количество регионов во французской метрополии с 22 до 13. Новое территориальное деление вступило в силу с 1 января 2016 года . Постоянные названия новых регионов и местонахождения региональных столиц были определены Региональными советами к 1 июля 2016 года и утверждены Государственным советом Франции к 1 октября 2016 года.
В свою очередь регионы делятся на департаменты, при этом заморские регионы одновременно представляют собой и заморские департаменты Франции.

## Регионы Франции
С 1 января 2016 года в результате территориальной реформы метрополия страны делится на следующие регионы:

Карта регионов с 1 января 2016 года

|                   | Старые регионы                   | Новые регионы           |
| ----------------- | -------------------------------- | ----------------------- |
|                   | Бургундия                        | Бургундия — Франш-Конте |
| Франш-Конте       |                                  | Бургундия — Франш-Конте |
|                   | Аквитания                        | Новая Аквитания         |
| Лимузен           |                                  | Новая Аквитания         |
| Пуату — Шаранта   |                                  | Новая Аквитания         |
|                   | Нижняя Нормандия                 | Нормандия               |
| Верхняя Нормандия |                                  | Нормандия               |
|                   | Эльзас                           | Гранд-Эст               |
| Шампань — Арденны |                                  | Гранд-Эст               |
| Лотарингия        |                                  | Гранд-Эст               |
|                   | Лангедок — Руссильон             | Окситания               |
| Юг — Пиренеи      |                                  | Окситания               |
|                   | Нор — Па-де-Кале                 | О-де-Франс              |
| Пикардия          |                                  | О-де-Франс              |
|                   | Овернь                           | Овернь — Рона — Альпы   |
| Рона — Альпы      |                                  | Овернь — Рона — Альпы   |
|                   | Бретань                          |                         |
|                   | Центр — Долина Луары             |                         |
|                   | Корсика                          |                         |
|                   | Иль-де-Франс                     |                         |
|                   | Земли Луары                      |                         |
|                   | Прованс — Альпы — Лазурный Берег |                         |

## Регионы Франции до 2016 года
| Герб региона | Наименование региона                       | Наименование региона на региональных языках                               | Административный центр | Наименование административного центра на региональных языках | Департаменты в составе региона                                               | Наименование департаментов на региональных языках | На карте |
| ------------ | ------------------------------------------ | ------------------------------------------------------------------------- | ---------------------- | ------------------------------------------------------------ | ---------------------------------------------------------------------------- | --- | -------- |
|              | Аквитания                                  | фр. Aquitaine окс. Aquitània баск. Akitania                               | Бордо                  | фр. Bordeaux окс. Bordèu                                     | Дордонь Жиронда Ланды Ло и Гаронна Атлантические Пиренеи                     | фр. Dordogne, окс. Dordonha фр. Gironde, окс. Gironda фр. Landes, окс. Lanas фр. Lot-et-Garonne, окс. Òlt e Garona фр. Pyrénées-Atlantiques, окс. Pirenèus Atlantics, баск. Pirinio Atlantikoak |          |
|              | Бретань                                    | фр. Bretagne брет. Breizh галло Bertaèyn                                  | Ренн                   | фр. Rennes брет. Roazhon                                     | Иль и Вилен Кот-д’Армор Морбиан Финистер                                     | фр. Ille-et-Vilaine, брет. Il-ha-Gwilen фр. Côtes-d’Armor, брет. Aodoù-an-Arvor фр. Morbihan, брет. Mor-Bihan фр. Finistère, брет. Penn-ar-Bed |          |
|              | Бургундия                                  | фр. Bourgogne                                                             | Дижон                  | фр. Dijon                                                    | Кот-д’Ор Ньевр Сона и Луара Йонна                                            | фр. Côte-d’Or фр. Nièvre фр. Saône-et-Loire фр. Yonne |          |
|              | Верхняя Нормандия                          | фр. Haute-Normandie норманд. Ĥâote-Normaundie                             | Руан                   | фр. и норманд. Rouen                                         | Эр Приморская Сена                                                           | фр. и норманд. Eure фр. и норманд. Seine-Maritime |          |
|              | Иль-де-Франс                               | фр. Île-de-France                                                         | Париж                  | фр. Paris                                                    | Ивелин Эсон О-де-Сен Валь-де-Марн Валь-д’Уаз Париж Сен-Сен-Дени Сена и Марна | фр. Yvelines фр. Essonne фр. Hauts-de-Seine фр. Val-de-Marne фр. Val-d’Oise фр. Paris фр. Seine-Saint-Denis фр. Seine-et-Marne |          |
|              | Корсика Территориальная общность Корсика   | фр. Corse корс. Corsica                                                   | Аяччо                  | фр. Ajaccio корс. Aiacciu                                    | Южная Корсика Верхняя Корсика                                                | фр. Corse-du-Sud, корс. Corsica suttana фр. Haute-Corse, корс. Corsica suprana |          |
|              | Лангедок — Руссильон                       | фр. Languedoc-Roussillon окс. Lengadòc-Rosselhon кат. Llenguadoc-Rosselló | Монпелье               | фр. Montpellier окс. Montpelhièr кат. Montpeller             | Од Гар Эро Лозер Восточные Пиренеи                                           | фр. , окс. и кат. Aude фр. , окс. и кат. Gard фр. Hérault, окс. и кат. Erau фр. Lozère, окс. и кат. Losera фр. Pyrénées-Orientales, окс. Pirenèus Orientals, кат. Pirineus Orientals |          |
|              | Лимузен                                    | фр. Limousin окс. Lemosin                                                 | Лимож                  | фр. Limoges окс. Limòtges                                    | Крёз Коррез Верхняя Вьенна                                                   | фр. Creuse, окс. Cruesa фр. Corrèze, окс. Corresa фр. Haute-Vienne, окс. Nauta-Vinhana |          |
|              | Лотарингия                                 | фр. Lorraine нем. Lothringen                                              | Мец                    | фр. Metz нем. Metz                                           | Мёз Мёрт и Мозель Мозель Вогезы                                              | фр. Meuse фр. Meurthe-et-Moselle фр. Moselle фр. Vosges |          |
|              | Нижняя Нормандия                           | фр. Basse-Normandie норманд. Basse-Normaundie                             | Кан                    | фр. и норманд. Caen                                          | Кальвадос Манш Орн                                                           | фр. и норманд. Calvados фр. Manche, норманд. Maunche фр. и норманд. Orne |          |
|              | Нор — Па-де-Кале                           | фр. Nord-Pas-de-Calais                                                    | Лилль                  | фр. Lille нидерл. Rijsel (Рэйсел)                            | Нор Па-де-Кале                                                               | фр. Nord фр. Pas-de-Calais |          |
|              | Овернь                                     | фр. Auvergne окс. Auvèrnhe                                                | Клермон-Ферран         | фр. Clermont-Ferrand окс. Clarmont-Ferrand                   | Алье Пюи-де-Дом Канталь Верхняя Луара                                        | фр. Allier, окс. Alèir фр. Puy-de-Dôme, окс. Puèi Domat, Puèi de Doma фр. Cantal, окс. Cantal, Cantau, Chantal фр. Haute-Loire, окс. Naut Léger, Naut Leir |          |
|              | Пеи-де-ла-Луар (Земли Луары, Страна Луары) | фр. Pays-de-la-Loire брет. Broioù al Liger галло Paeiz de la Leirr        | Нант                   | фр. Nantes брет. Naoned галло Naunnt, Nàntt                  | Майен Атлантическая Луара Мен и Луара Сарта Вандея                           | фр. и брет. Mayenne фр. Loire-Atlantique, брет. Liger-Atlantel фр. Maine-et-Loire, брет. Maine e Léger фр. и брет. Sarthe фр. Vendée, брет. Vande |          |
|              | Пикардия                                   | фр. и пикард. Picardie                                                    | Амьен                  | фр. Amiens пикард. Anmien                                    | Эна Уаза Сомма                                                               | фр. Aisne, пикард. Ainne фр. Oise, пикард. Oése фр. Somme, пикард. Sonme |          |
|              | Прованс — Альпы — Лазурный берег           | фр. Provence-Alpes-Côte d’Azur окс. Provença-Aups-Còsta d'Azur            | Марсель                | фр. Marseille окс. Marselha                                  | Альпы Верхнего Прованса Приморские Альпы Буш-дю-Рон Вар Верхние Альпы Воклюз | фр. Alpes-de-Haute-Provence, окс. Aups d'Auta Provença, Aups de Nauta Provença фр. Alpes-Maritimes, окс. Aups Maritims фр. Bouches-du-Rhône, окс. Bocas de Ròse фр. и окс. Var фр. Hautes-Alpes, окс. Auts Aups, Nauts Aups фр. Vaucluse, окс. Vauclusa                                                                                 |          |
|              | Пуату — Шаранта                            | фр. Poitou-Charentes                                                      | Пуатье                 | фр. Poitiers                                                 | Вьенна Шаранта Приморская Шаранта Дё-Севр                                    | фр. Vienne фр. Charente фр. Charente-Maritime фр. Deux-Sèvres |          |
|              | Рона — Альпы                               | фр. Rhône-Alpes окс. Ròse-Aups франкопров. Rôno-Arpes                     | Лион                   | фр. Lyon окс. Lion франкопров. Liyon                         | Изер Ардеш Эн Дром Луара Рона Савойя Верхняя Савойя                          | фр. Isère, окс. Isèra, франкопров. Isera фр. Ardèche, окс. и франкопров. Ardecha фр. и окс. Ain, франкопров. En фр. Drôme, окс. и франкопров. Droma фр. Loire, окс. и франкопров. Léger фр. Rhône, окс. Ròse, франкопров. Rôno фр. Savoie, окс. Savòia, франкопров. Savouè фр. Haute-Savoie, окс. Nauta Savòia, франкопров. Hôta-Savouè |          |
|              | Франш-Конте                                | фр. Franche-Comté                                                         | Безансон               | фр. Besançon                                                 | Ду Верхняя Сона Юра Территория Бельфор                                       | фр. Doubs фр. Haute-Saône фр. Jura фр. Territoire de Belfort |          |
|              | Центр                                      | фр. Centre                                                                | Орлеан                 | фр. Orléans                                                  | Шер Эр и Луар Эндр Эндр и Луара Луар и Шер Луаре                             | фр. Cher фр. Eure-et-Loir фр. Indre фр. Indre-et-Loire фр. Loir-et-Cher фр. Loiret |          |
|              | Шампань — Арденны                          | фр. Champagne-Ardenne                                                     | Шалон-ан-Шампань       | фр. Châlons-en-Champagne                                     | Об Арденны Верхняя Марна Марна                                               | фр. Aube фр. Ardennes фр. Haute-Marne фр. Marne |          |
|              | Эльзас                                     | фр. Alsace нем. Elsass, Elsaß                                             | Страсбург или Страсбур | фр. Strasbourg нем. Straßburg                                | Нижний Рейн Верхний Рейн                                                     | фр. Bas-Rhin фр. Haut-Rhin |          |
|              | Юг — Пиренеи                               | фр. Midi-Pyrénées окс. Miègjorn-Pirenèus гаск. Mieidia-Pirenèus           | Тулуза                 | фр. Toulouse окс. Tolosa                                     | Жер Арьеж Аверон Верхняя Гаронна Верхние Пиренеи Ло Тарн Тарн и Гаронна      | фр. и окс. Gers фр. Ariège, окс. Arièja фр. Aveyron, окс. Avairon фр. Haute-Garonne, окс. Nauta Garona, Auta Garona фр. Hautes-Pyrénées, окс. Hauts Pirenèus, Auts Pirenèus фр. Lot, окс. Òlt, Òut фр. и окс. Tarn фр. Tarn-et-Garonne, окс. Tarn e Garona                                                                              |          |
|              | Гваделупа Заморский регион                 | фр. Guadeloupe                                                            | Бас-Тер                | фр. Basse-Terre                                              |                                                                              | |          |
|              | Гвиана Заморский регион                    | фр. Guyane                                                                | Кайенна                | фр. Cayenne                                                  |                                                                              | |          |
|              | Майотта Заморский регион                   | фр. Mayotte                                                               | Мамудзу                | фр. Mamoudzou                                                |                                                                              | |          |
|              | Мартиника Заморский регион                 | фр. Martinique                                                            | Фор-де-Франс           | фр. Fort-de-France                                           |                                                                              | |          |
|              | Реюньон Заморский регион                   | фр. Réunion                                                               | Сен-Дени               | фр. Saint-Denis                                              |                                                                              | |          |